# سیارک ۲۳۰۴۵
سیارک ۲۳۰۴۵ (به انگلیسی: 23045 Sarahocken، نامگذاری:1999XT27) بیست و سه هزار و چهل و پنجمین سیارک کشف شده‌است که در ۶ دسامبر ۱۹۹۹ کشف شد.
قدر مطلق سیارک برابر ۱۸.۶ است.